# موسی فقط برای فانی‌ها
موسی فقط برای فانی‌ها (MMM) (به انگلیسی: Moses for Mere Mortals) یک نرم‌افزار منبع باز رایگان و متشکل از مجموعه ای از اسکریپت‌ها است که برای امکان اتوماسیون فرایندهای نصب و راه اندازی سیستم ترجمه منبع متن باز، یک سیستم ترجمه ماشین آماری طراحی شده‌است. اولین نسخه از Moses برای Mere Mortals در نوامبر ۲۰۰۹ منتشر شد و در لینوکس - توزیع‌های اوبونتو به روز شده و آزمایش شده‌است. موسی فقط برای فانی‌ها (MMM) با Moisi + IRSTLM + RandLM + MGIZA نمونه اولیه زنجیره ترجمه را ایجاد می‌کند.

## بررسی اجمالی
اهداف اصلی آش این است که: به ساخت نمونه اولیه یک زنجیره ترجمه برای دنیای واقعی کمک کند؛ راهنمایی کردن اولین قدم‌های کاربرانی که تازه شروع به استفاده از موسی می‌کنند؛ ارزیابی ساده و سریع موسی را فعال کند. کاربر را قادر به انجام ترجمه‌های خود بدون نیاز به اعتماد به اشخاص ثالث (ترجمه) می‌کند. ادغام کردن ترجمه ماشینی و حافظه ترجمه. حتی اگر محور اصلی آن لینوکس باشد، دو افزونه ویندوز کمک می‌کند تا پلی از ام اس ویندوز به لینوکس و بلعکس از لینوکس باز شود.

## ویژگی‌های عمومی
موسی اجازه می‌دهد تا آموزش اعضا در هر کلمه ای وجود داشته باشد همراه با به عنوان مثال لمای مربوطه یا بخشی از برچسب سخنرانی ("آموزش فاکتور") که ارائه می‌شود. اسکریپت‌ها این نوع آموزش را انجام نمی‌دهند. موسی فقط برای فانی‌ها شامل هفت اسکریپت برای لینوکس است که به‌طور کامل با اوبونتو آزمایش شده‌است (۱۲٫۰۴ و ۱۴٫۰۴، ۶۴ بیتی): نصب: برای نصب در اوبونتو بسته‌هایی که هم موسی و هم موسی برای Mere Mortals به آن بستگی دارند. ایجاد: برای تدوین موسی و سایر بسته‌های مورد نیاز با یک دستور واحد. پرونده‌های آزمایشی: برای استخراج از مجموعه اصلی یک مجموعه برای آموزش، پرونده‌ها برای تنظیم و پرونده‌ها برای آزمایش نتایج آموزش. آموزش: برای آموزش زوج‌های زبانی مورد نیاز، زیرا موسی مستقل از زبان است و می‌تواند با هر زبان / الفبایی کار کند. ترجمه: برای تولید ترجمه ماشینی اسناد جدید. امتیاز: برای ارزیابی خودکار ترجمه‌های موسی در برابر ترجمه انسانی که به عنوان یک استاندارد طلایی در نظر گرفته شده‌است، با استفاده از الگوریتم‌های معیارهای BLEU و NIST، تا بتوانید از سطح عملکرد ایده بگیرید.                                                                                                                        انتقال آموزش به مکان دیگر: برای انتقال موتورها / آموزشها به پوشه‌های دیگر در همان رایانه یا به یک رایانه دیگر. موسی فقط برای فانی‌ها با یک مجموعه نمایش ۲۰۰٬۰۰۰ بخش ارائه می شودکه برای اجرای عدالت در مورد نتایج کیفی قابل دستیابی با موسی بسیار کوچک است، اما قادر به ایجاد یک دید واقع بینانه از مدت زمان نسبی مراحل انجام شده و مفید است برای آزمایش اینکه آیا نصب به درستی انجام شده‌است. برای دستیابی به نتایج خوب، به‌طور کلی به یک مجموعه با چندین میلیون بخش نیاز داریم. هر پیکر متعامد شامل دو پرونده کاملاً تراز شده UTF-8 است، یکی در زبان مبدأ و دیگری در زبان مقصد. هیچ دانش گرامری لازم نیست، اگرچه برخی از زوج‌های زبان نتایج بهتری نسبت به بقیه دارند. به روشی کلی، زبانهای غنی از لحاظ ریخت‌شناسی نتایج بدتری می‌دهند.

## افزودنی‌ها
موسی فقط برای فانی هاهمچنین شامل (برای ویندوز و لینوکس): استخراج کردن مجموعه نوشته‌های TMX: برنامه ای برای تبدیل یک یا چند پرونده در قالب TMX به دو فایل موازی و کاملاً تراز شده (به زبان مبدأ و مقصد) مورد نیاز برای آموزش یک زوج زبان. Moses2TMX: برنامه ای برای تراز کردن اصل و ترجمه‌های موسی و بسته‌بندی هر پرونده در یک فایل TMX با ویژگی‌های خاص به طوری که ترجمه‌های موسی به عنوان MT مشخص شده و توسط موسی ترجمه شده‌است و می‌تواند با یک ابزار حافظه ترجمه، با مجازات نسبت به خاطرات انسان استفاده شود.

## ویژگی‌های نرم‌افزار
موسی فقط برای فانی‌ها برخی از ویژگی‌های اصلی را نیز دارد: کاراکترهای کنترل را از پرونده‌های ورودی حذف می‌کند (این می‌تواند یک آموزش را خراب کند). از مجموعه، ۲ فایل آموزشی، ۲ فایل تنظیم و ۲ پرونده آزمون استخراج می‌کند (یکی در زبان مبدأ و دیگری در زبان مقصد) با بخشهای غیر متوالی تصادفی انتخاب شده که از پرونده‌های پیکره پاک می‌شوند. آموزش جدید با پرونده‌های آموزش قبلی تداخل نمی‌کند. یک آموزش جدید، تا آنجا که ممکن است، از پرونده‌های ایجاد شده در آموزش‌های قبلی مجدداً استفاده می‌کند (بنابراین باعث صرفه جویی در وقت می‌شود). اگر هر یک از مراحل آموزش با یک پیام آموزنده متوقف شود (ساخت مدل زبان، آموزش بازیابی، آموزش پیکره، نقشه‌برداری از حافظه، تنظیم یا آزمون آموزش) نتایج مورد انتظار را ایجاد نمی‌کند. می‌تواند مدت زمان تنظیم را به تعداد مشخصی از تکرار محدود کند. می‌تواند در یک مرحله نمرات BLEU و NIST را برای یک ترجمه یا مجموعه ای از ترجمه‌های موجود در یک فهرست ایجاد کند (یا برای هر سند کامل یا برای هر بخش از هر سند)؛ این امکان را می‌دهد تا آموزشهای پیکره را به رایانه دیگری یا نصب دیگری در همان رایانه منتقل کنید. اجازه می‌دهد تا پارامترهای انتخاب شده در متن‌های Moisi و رمزگشای Moisi از طریق قطار کنترل شده و متن‌ها را ترجمه کنید.